# 야스섬

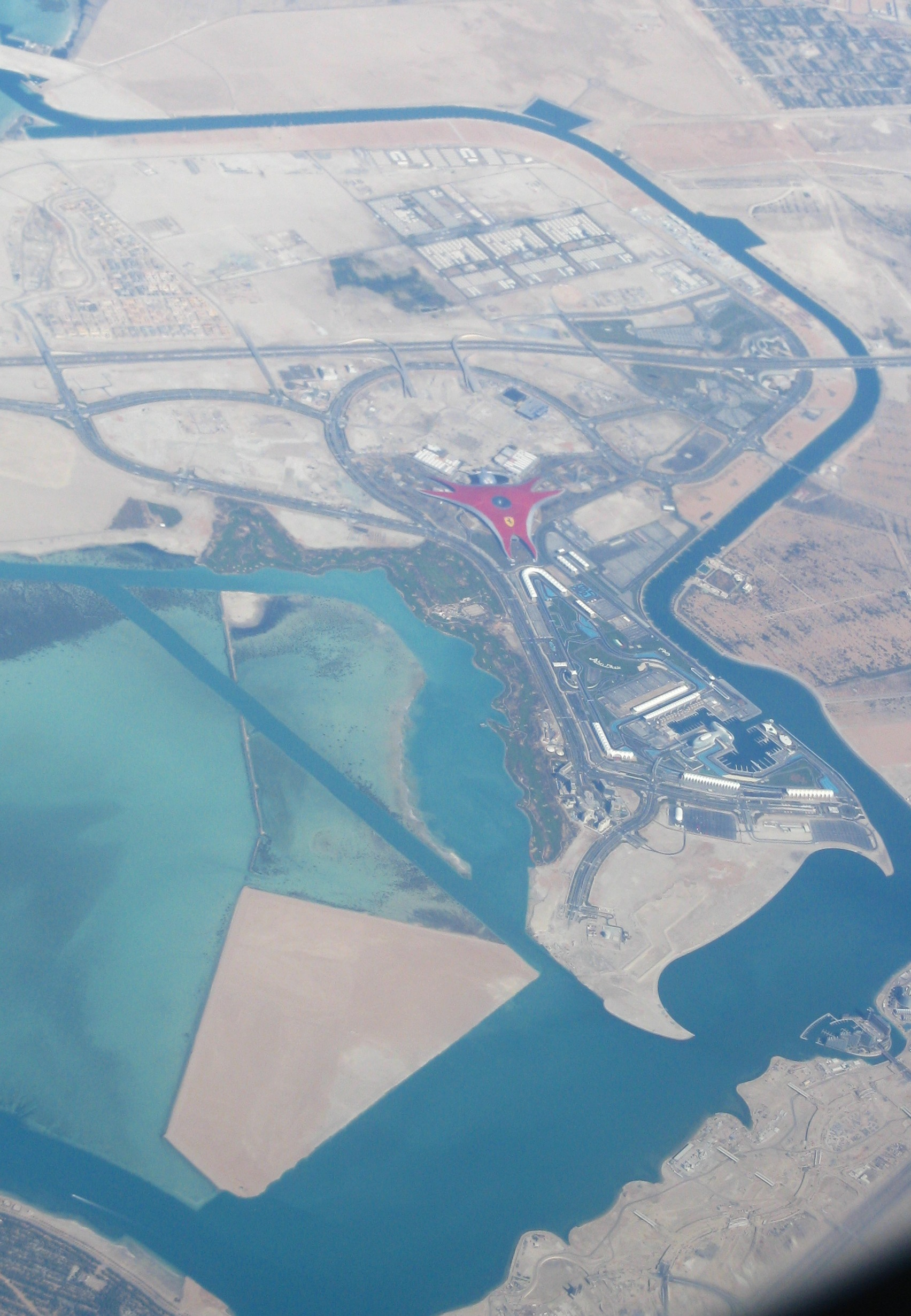
야스 섬

야스섬(아랍어: جزيرة ياس)은 아랍에미리트 아부다비에 있는 인공섬 중 하나이다.

## 주요 시설
- 야스 마리나 서킷
- 페라리 월드
- 야스 워터월드
- 야스 마리나 호텔